# Ruggiero Ricci
Ruggiero Ricci (San Francisco, 24 luglio 1918 – Palm Springs, 5 agosto 2012) è stato un violinista statunitense di origine italiana.

## Biografia
Allievo di Louis Persinger e Georg Kulenkampff, debuttò nel 1928 all'età di dieci anni, eseguendo a San Francisco il concerto per violino e orchestra di Felix Mendelssohn.
Presto attivo in carriera dopo quella performance giovanile, s'è esibito l'anno seguente alla Carnegie Hall di New York e poi in tutte le maggiori sedi musicali statunitensi ed europee.
Tornato nel 1934 nel proprio Paese, dopo le tournée a Londra, Vienna e Berlino, e proseguita l'attività, si arruolò nell'Army Force durante la seconda guerra mondiale. Alla fine del conflitto, nel 1946, riprese la sua attività concertistica, che lo ha portato ad esibirsi in tutto il mondo.
Si è affermato per le sue doti di virtuoso e per la sua tecnica inusuale, in particolare come esecutore delle opere di Niccolò Paganini. Dal 16 al 20 aprile 1988 ha registrato i 24 capricci di Paganini con il violino Giuseppe Guarneri del Gesù detto il Cannone, appartenuto al leggendario violinista.
È deceduto il 6 agosto 2012 nella sua casa di Palm Springs, in California, all'età di 94 anni.
Anche il fratello, George Ricci, è stato un valente musicista (violoncellista).

## Discografia

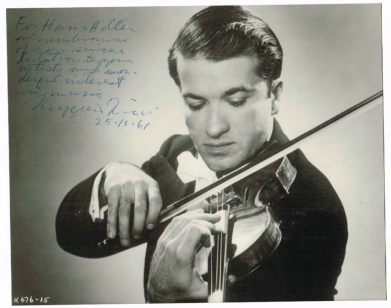
Ruggiero Ricci, 1961

- Bach Violin Concertos - Ruggiero Ricci/The City of London Ensemble, Treasure Island
- Bartók: Violin Concerto No. 2, ZS. 112, BB 117 - Sonata For Solo Violin, ZS. 117, BB 1124 - Franco Gulli/Ruggiero Ricci, RHI bajo licencia THAI
- Prokofiev: Violin Concertos Nos. 1 & 2, Piano Concerto No. 3 - Ruggiero Ricci/Julius Katchen/L'Orchestre de la Suisse Romande/Ernest Ansermet, Decca
- Sarasate: Orchestral & Chamber Works - Ruggiero Ricci/Brooks Smith/London Symphony Orchestra/Pierino Gamba, IDIS
- Vivaldi, Quattro stagioni/Conc. per eco/Gloria R. 589 - Ricci/Prystawski/Baumgartner, 1964 Deutsche Grammophon
- Ricci, The virtuoso - Il virtuoso, Decca
- Ricci, Virtuoso violin - Persinger/Lush, Decca
- Violin Masterpieces: Ruggiero Ricci Plays Mendelssohn, Sarasate & Saint-Saëns - Ruggiero Ricci/London Symphony Orchestra/Pierino Gamba, Jube

## Scritti
- Ruggiero Ricci, Left-Hand Technique, New York, G. Schirmer, 1988.
- Ruggiero Ricci, Lettera ai giovani violinisti, in La pagina e l'archetto: Bibliografia violinistica storico-tecnica e studi effettuati su Niccolò Paganini, a cura di Philippe Borer, Genova, Comune di Genova, 2003, pp. 11–14   La pagina e l'archetto (PDF), su premiopaganini.it. URL consultato l'11 febbraio 2018 (archiviato dall'url originale il 29 gennaio 2021).
- Ruggiero Ricci-Gregory H. Zayia (ed.), Ricci on Glissando: The Shortcut to Violin Technique, Bloomington, Indiana University Press, 2007